# KI-Campus
Der KI-Campus ist eine Lernplattform, die Online-Kurse, Videos und Podcasts zum Thema Künstliche Intelligenz anbietet. Die Lernangebote sind kostenfrei und unter einer offenen Lizenz (CC BY-SA 4.0) verfügbar. Der KI-Campus wird vom Stifterverband in Zusammenarbeit mit Partnern entwickelt und betrieben.

## Geschichte
Der KI-Campus startete im Oktober 2019 als ein vom Bundesministerium für Bildung und Forschung (BMBF) gefördertes Forschungs- und Entwicklungsprojekt. Im Juli 2020 ging die Lernplattform online. 2022 wurde der KI-Campus als erste deutsche Lernplattform in das European MOOC Consortium, dem größten Verbund von MOOC-Plattformen in Europa, aufgenommen. Bis Mitte 2024 erreichte der KI-Campus eigenen Angaben zufolge 60.000 registrierte Nutzer.

## Online-Kurse
Im Zentrum der Lernplattform stehen Massive Open Online Courses (MOOCs). Die Online-Kurse eignen sich sowohl für den Einstieg in das Thema KI ohne Vorkenntnisse als auch für eine Vertiefung z. B. im Bereich Machine Learning oder generative KI.
Darüber hinaus gibt es spezifische Angebote, die sich an einzelne Berufsfelder und Fachbereiche richten wie zum Beispiel KI in der Schule oder KI in der Medizin. Die gemeinsam von der Charité und dem KI-Campus entwickelten Kurse der Reihe „Dr. med. KI“ wurden durch die Landesärztekammer Baden-Württemberg offiziell für die medizinische Fortbildung anerkannt.
Für die meisten Kurse ist eine Registrierung erforderlich. Der in Kooperation mit dem Deutschen Volkshochschul-Verband entwickelte Online-Kurs „Stadt - Land - DatenFluss“ kann ohne Anmeldung direkt im Browser genutzt werden.

## Veröffentlichungen
In einer eigenen Publikationsreihe veröffentlicht der KI-Campus Studien, Sammelbände und Whitepaper.

## Partner und Förderer
Der KI-Campus arbeitet mit Hochschulen, KI-Initiativen und Unternehmen zusammen, die die Lernangebote bereitstellen. Zu den rund 50 Partnern gehören unter anderem das Deutsche Forschungszentrum für Künstliche Intelligenz, die Humboldt-Universität zu Berlin, die FernUniversität in Hagen, die Technische Universität München und der Innovationspark Künstliche Intelligenz (IPAI) in Heilbronn.
Neben dem Bundesministerium für Bildung und Forschung (BMBF) werden Projekte des KI-Campus von der Dieter Schwarz Stiftung und dem Mercedes-Benz Fonds gefördert.